# Los Illusions
Los Illusions es el nombre del primer extended play del cantante puertorriqueño de reguetón Luigi 21 Plus, este fue publicado el 24 de febrero de 2017 por Los Illusions Music. Contó con las colaboraciones de J Álvarez, Gotay El Autentiko y Maximus Wel.

## Lista de canciones
- Adaptados desde TIDAL.[3]

| N.º   | Título                              | Duración |  |
| 1.    | «Imagínate tú»                      | 3:15     |  |
| 2.    | «Te acuerdas de mi» (con J Álvarez) | 3:27     |  |
| 3.    | «Me odias»                          | 3:14     |  |
| 4.    | «Soltera» (con Gotay El Autentiko)  | 3:25     |  |
| 5.    | «Bonita pareja»                     | 3:34     |  |
| 6.    | «Tu mejor error» (con Maximus Wel)  | 4:16     |  |
| 7.    | «Cansada de mi»                     | 3:11     |  |
| 24:22 |                                     |          |  |